# Lymantria postalba
Lymantria postalba este o specie de molii din genul Lymantria, familia Lymantriidae, descrisă de Inoue 1956 Conform Catalogue of Life specia Lymantria postalba nu are subspecii cunoscute.